# Mary Chieffo

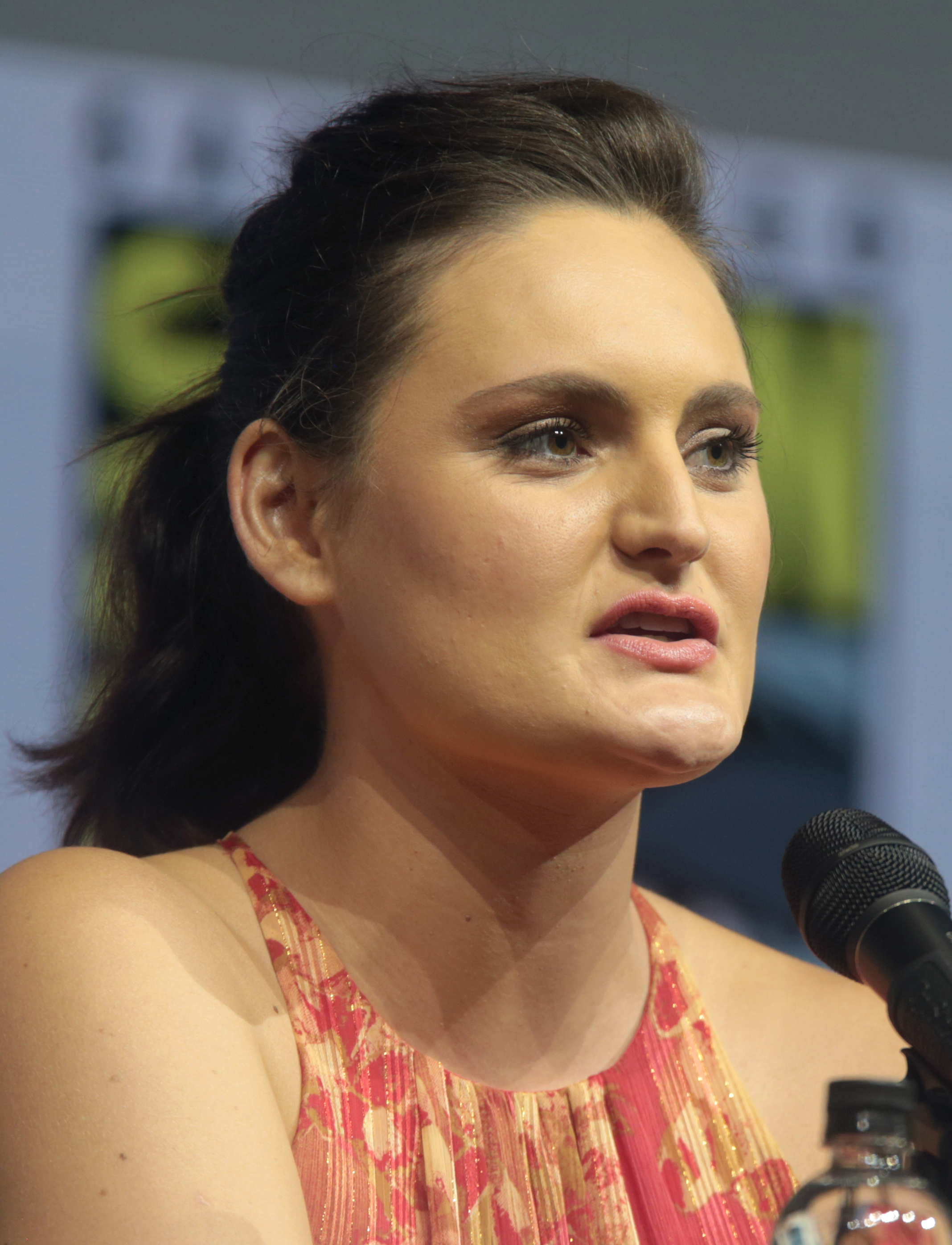
Mary Chieffo (2018)

Mary Chieffo (* 1992 in Valley Glen, Los Angeles) ist eine US-amerikanische Schauspielerin. Bekanntheit erlangte sie durch ihre Rolle der L’Rell, Kanzlerin des Klingonischen Reichs, in Star Trek: Discovery.

## Leben
Mary Chieffo ist die Tochter des Schauspielerpaars Beth Grant und Michael Chieffo und wuchs in Valley Village, Los Angeles auf. Sie studierte an der Juilliard-Schauspielschule in New York City, die sie 2015 mit dem Bachelor of Fine Arts  und einer Auszeichnung für „herausragende Leistungen und Führungsqualitäten im Bereich Drama“ abschloss. Bereits in der Schauspielschule spielte sie mehrere Rollen in Shakespeare-Produktionen; ihr Theaterdebüt gab sie kurz darauf in der Rolle des Iago in einer rein weiblich und ethnisch divers besetzten Produktion von Shakespeares Othello beim Harlem Shakespeare Festival in New York. Daneben spielte sie einige Rollen in Independent-Produktionen und dem Kurzfilm The Perfect Fit unter der Regie von Beth Grant, der mit dem Publikumspreis für den besten Kurzfilm beim Soho International Film Festival ausgezeichnet wurde.
Nach ihrem Abschluss gehörte Chieffo zusammen mit weiteren siebzehn Juilliard-Absolventinnen und -Absolventen, darunter auch Discovery-Castmitglied Mary Wiseman, zur Gruppe G44 Productions, die einige kleinere Projekte verwirklichte. Von 2017 bis 2019 spielte sie in den ersten beiden Staffeln der Fernsehserie Star Trek: Discovery die Rolle der L’Rell, Kanzlerin des Klingonischen Reichs.

## Filmografie (Auswahl)
- 2008: Natural Disasters
- 2009: Herpes Boy
- 2009: Jack and Janet Save the Planet (Fernsehfilm)
- 2012: The Perfect Fit (Kurzfilm)
- 2013: Miss Dial
- 2017: The Mindy Project (Fernsehserie, Folge 6x05 Jeremy & Anna’s Meryl Streep Costume Party)
- 2017–2019: Star Trek: Discovery (Fernsehserie, 13 Folgen)
- 2020–2021: Heartbeats (Fernsehserie, 4 Folgen)
- 2021: Slay (Fernsehserie, 2 Folgen)
- 2023: Navy CIS (NCIS, Fernsehserie, Folge 20x02 Montags unter Männern)
- 2024: Star Trek: Lower Decks (Fernsehserie, Folge 5x04 Von Brüdern und anderen Herausforderungen, Stimme)

## Theaterrollen
- King Lear (als Lear)[5]
- Dancing at Lughnasa (als Chris)[5]
- This Is Our Youth (als Jessica)[5]
- Richard III. (als Queen Elizabeth)[5]
- Rabbit Hole (als Nat)[5]
- Othello, Harlem Shakespeare Festival, 2015 (als Iago)[5]
- Macbeth, Seattle Repertory Theatre, 2016 (als Macbeth)[5][4]

## Auszeichnungen
- Michel & Suria Saint-Denis Prize (Outstanding Achievement & Leadership in Drama)[8]